# Katolička Crkva u Švicarskoj
Katolička Crkva u Švicarskoj je kršćanska vjerska zajednica i institucija sveopće Katoličke Crkve u punom zajedništvu s papom koja se nalazi na području Švicarske Konfederacije. 
Najveća je vjerska zajednica u zemlji s 32.9% stalnog stanovništva iznad 15 godina koje se 2021. godine izjašnjava rimokatolicima.

## Upravna podjela
Katolička Crkva u Švicarskoj organizirana je u 6 biskupija i 2 teritorijalne opatije koje nemaju metropolitansko središte niti su dio nijedne crkvene provincije već su izravno podvrgnute Svetoj Stolici.

### Biskupije
- Baselska biskupija
- Churska biskupija
- Lausannsko-ženevsko-fribourška biskupija
- Luganska biskupija
- Sankt Gallenska biskupija
- Sionska biskupija

### Teritorijalne opatije
- Opatija Saint-Maurice
- Opatija Einsiedeln